# (15321) Donnadean
(15321) Donnadean (1993 PE8) – planetoida z grupy pasa głównego asteroid okrążająca Słońce w ciągu 3,59 lat w średniej odległości 2,34 j.a. Odkryta 13 sierpnia 1993 roku.